# Ladeira da Preguiça
A ladeira da Preguiça é uma via pública localizada em Salvador, capital do estado brasileiro da Bahia.

## Origem do nome
A preguiça citada no nome da ladeira refere-se ao fato de que as mercadorias eram transportadas do porto para a cidade, fosse nas costas de escravos, fosse em carretas puxadas por bois — e empurradas por escravos. A elite da época, a qual residia em casarões ao longo da via, costumava divertir-se com gritos de "sobe preguiça!" ao presenciar os escravos subindo penosamente a ladeira, sob o peso de sacos de mercadorias pesando até 60 quilogramas ou empurrando carretas abarrotadas.
Todavia, corroborando a imagem folclórica, preconceituosa e elitista de que os baianos (em geral) e os soteropolitanos (em particular) são preguiçosos, a página oficial da Secretaria de Turismo da Cidade de Salvador, sustenta a ideia de que os escravos, reclamando do trabalho pesado, diziam que subir a ladeira "dava preguiça".

## História

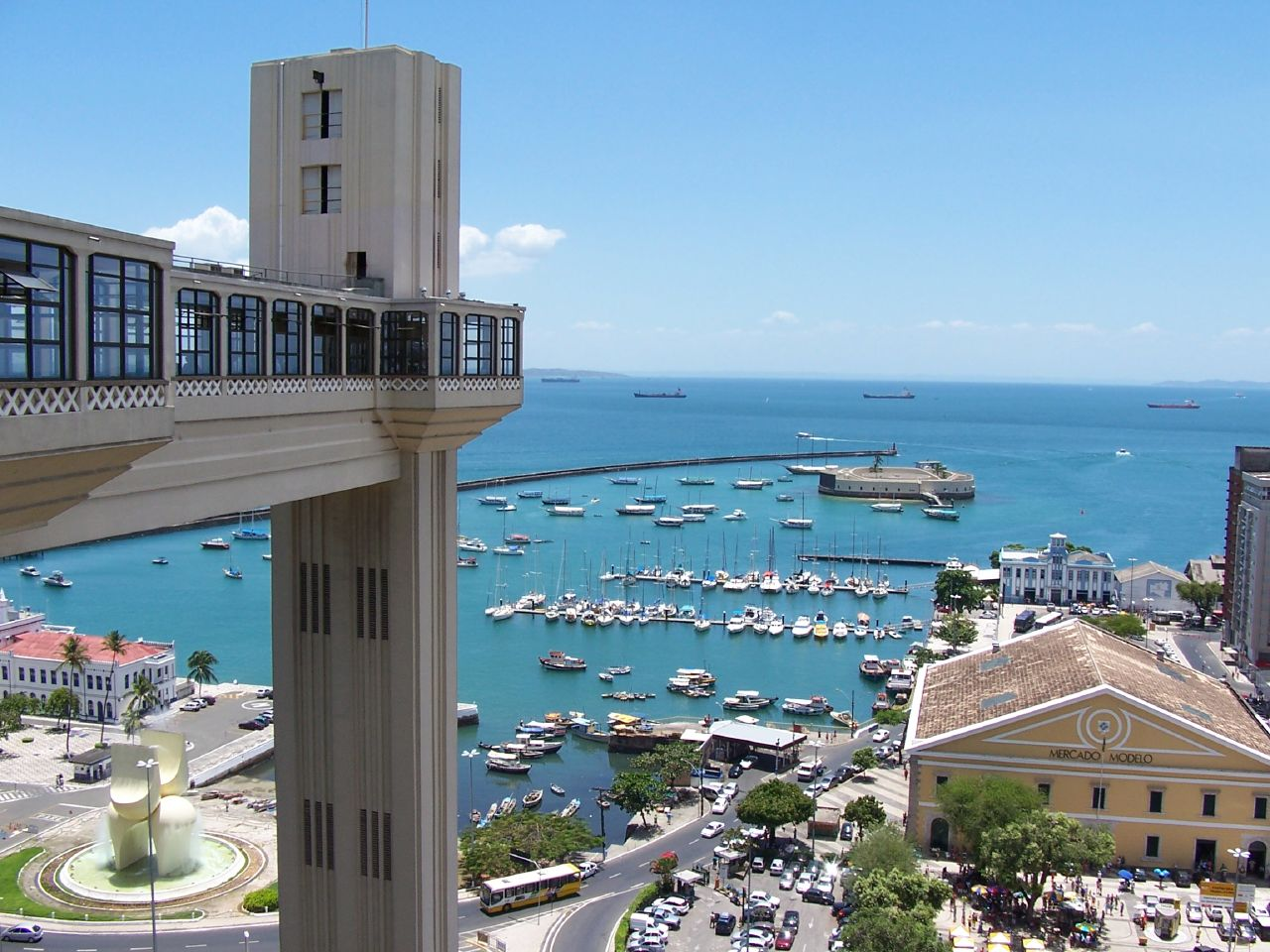
Inaugurado em 1873, o Elevador Lacerda reduziu drasticamente a importância das antigas ladeiras de Salvador para a a circulação de mercadorias e transeuntes entre a Cidade Baixa e a Cidade Alta.

A ladeira da Preguiça foi uma das três primeiras ladeiras construídas em Salvador (provavelmente, já no século XVII), após a abertura das ladeiras da Misericórdia e da Conceição. Cumpria então o papel de ligar o porto da cidade à Cidade Alta. Sua importância de outrora pode ser mensurada pelo fato da praia do bairro Dois de Julho ter recebido seu nome: Litoral da Preguiça.
Gradualmente preterida por em prol de vias de acesso mais rápido, depois de passar por um longo período de abandono, hoje existe um levante popular e cultural que fomenta o resgate e a cultura local. executado por moradores, tendo sido declarada toda ladeira como um centro cultural.

## Na cultura popular
Uma das mais famosas referências à ladeira da Preguiça foi feita na canção homônima, composta por Gilberto Gil em 1971 e gravada, entre outros, por Elis Regina.